# Haplogrup B del cromosoma Y humà
L'haplogrup B del cromosoma Y humà és un haplogrup format a partir de l'haplotip M60 del cromosoma Y humà. Es troba localitzat a l'Àfrica subsahariana. És un dels més antics i diversos haplotips del cromosoma Y humà. És comú entre els baka i els mbuti, generalment coneguts com a pigmeus.